# Кирхлер, Ханнес
Ханнес Кирхлер (итал. Hannes Kirchler; род. 22 декабря 1978, Мерано, Трентино-Альто-Адидже) — итальянский легкоатлет, специалист по метанию диска. Выступал за сборную Италии по лёгкой атлетике в 2000-х и 2010-х годах, обладатель бронзовой медали Средиземноморских игр, многократный победитель и призёр первенств национального значения, участник летних Олимпийских игр в Пекине.

## Биография
Ханнес Кирхлер родился 22 декабря 1978 года в городе Мерано провинции Больцано.
Впервые заявил о себе в лёгкой атлетике в сезоне 2005 года, когда в метании диска одержал победу на чемпионате Италии, вошёл в состав итальянской национальной сборной и выступил на Средиземноморских играх в Альмерии. С этого момента в течение многих последующих лет доминировал среди итальянских дискоболов, выиграв национальный чемпионат в общей сложности 10 раз.
В 2006 году принял участие в чемпионате Европы в Гётеборге (56,78).
В 2007 году на домашних соревнованиях в Больцано установил свой личный рекорд в метании диска — 65,01 метра. Помимо этого, выступил на чемпионате мира в Осаке (60,34), занял пятое место на Всемирных военных играх в Хайдарабаде (58,61).
Благодаря череде удачных выступлений удостоился права защищать честь страны на летних Олимпийских играх 2008 года в Пекине — в программе метания диска на предварительном квалификационном этапе показал результат 56,44 метра, чего оказалось недостаточно для выхода в финал.
В 2009 году был четвёртым на Средиземноморских играх в Пескаре (60,93).
В 2011 году занял 11-е место на Всемирных военных играх в Рио-де-Жанейро (57,46).
В 2014 году стал седьмым в Суперлиге командного чемпионата Европы в Брауншвейге (61,14), выступил на чемпионате Европы в Цюрихе (59,24).
В 2015 году был четвёртым в Суперлиге командного чемпионата Европы в Чебоксарах (59,03).
На чемпионате Европы 2016 года в Амстердаме в финале метнул диск на 60,18 метра и с этим результатом закрыл десятку сильнейших.
В 2017 году занял седьмое место в Суперлиге командного чемпионата Европы в Лилле (59,84).
В 2018 году завоевал бронзовую медаль на Средиземноморских играх в Таррагоне (60,64), участвовал в чемпионате Европы в Берлине (60,42).
Завершил спортивную карьеру по окончании сезона 2019 года.